# 武汉科技大学
武汉科技大学（英語：Wuhan University of Science and Technology），简称武科大（WUST），溯源于清朝末期1898年湖广总督张之洞奏请清政府创办的湖北工艺学堂，历经湖北中等工业学堂、湖北甲等工业学校、汉阳高级工业职业学校、武昌高级工业学校、中南钢铁工业学校、武昌钢铁工业学校的传承与发展，1958年经中华人民共和国国务院批准组建为武汉钢铁学院，开始开办本科教育。1995年，由隶属于原国家冶金工业部的武汉钢铁学院、武汉建筑高等专科学校、武汉冶金医学高等专科学校合并建设为武汉冶金科技大学。1999年更名为武汉科技大学，属中华人民共和国教育部和湖北省人民政府共建的教育厅直属高校。

## 校史沿革
| 年份   | 学校名称             | 学校名称                     | 学校名称                 |
| ------ | -------------------- | ---------------------------- | ------------------------ |
| 1898年 | 湖北工艺学堂         |                              |                          |
| 1907年 | 湖北中等工业学堂     |                              |                          |
| 1913年 | 湖北省甲等工业学校   |                              |                          |
| 1922年 | 湖北省高级工科中学校 |                              |                          |
| 1927年 | 省立二中、省立三中   |                              |                          |
| 1935年 | 汉阳高级工业职业学校 |                              |                          |
| 1949年 | 武昌高级工业学校     |                              |                          |
| 1953年 | 中南钢铁工业学校     |                              |                          |
| 1954年 | 武昌钢铁工业学校     | 武昌建筑工业学校             |                          |
| 1958年 | 武汉钢铁学院         | 湖北冶金工业专科学校         |                          |
| 1960年 | 武汉钢铁学院         | 湖北冶金工业专科学校         | 武钢医学院               |
| 1963年 | 武汉钢铁学院         | 武汉钢铁学校                 | 武汉冶金卫生学校         |
| 1965年 | 武汉钢铁学院         | 武汉钢铁学校                 | 武汉冶金医学专科学校     |
| 1979年 | 武汉钢铁学院         | 解放军基建工程兵第二技术学校 | 武汉冶金医学专科学校     |
| 1983年 | 武汉钢铁学院         | 武汉冶金建筑专科学校         | 武汉冶金医学专科学校     |
| 1993年 | 武汉钢铁学院         | 武汉建筑高等专科学校         | 武汉冶金医学高等专科学校 |
| 1995年 | 武汉冶金科技大学     | 武汉冶金科技大学             | 武汉冶金科技大学         |
| 1999年 | 武汉科技大学         | 武汉科技大学                 | 武汉科技大学             |

2021年2月2日，经中华人民共和国教育部批准，原属武汉科技大学管理的独立学院武汉科技大学城市学院脱离该校管理，并转设为民办普通高等学校武汉城市学院，由武汉美华科教发展有限公司全资持有。

## 办学现状

### 基本情况

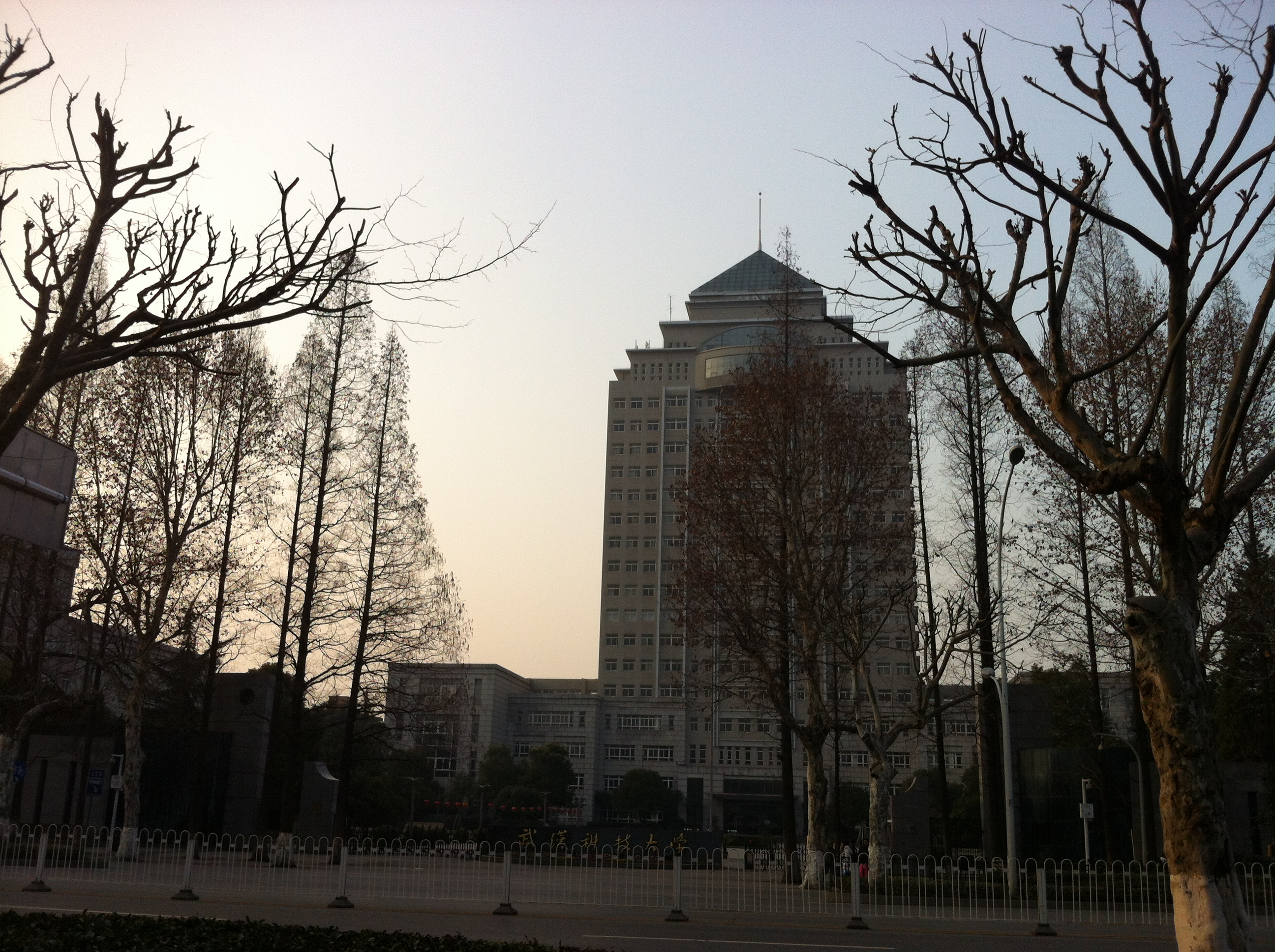
武汉科技大学青山校区

武汉科技大学是中华人民共和国教育部和湖北省人民政府共建的教育厅直属高校。
武汉科技大学校园总面积170.93万平方米，校舍建筑面积124.07万平方米。校园依湖览江、风景优美，教学设施齐备，办学条件完善，是“湖北省生态园林式学校”“全国绿化模范单位”。

### 师资情况[3]
武汉科技大学积极实施“人才强校”战略，形成了一支以国家“千人计划”“长江学者”“国家杰青”和湖北省“百人计划”“楚天学者计划”入选者为核心的高层次人才队伍，以一大批高素质中青年教师为主体的教师队伍。截至2019年，武汉科技大学教职工共计2600余人，其中专任教师1600余人。拥有双聘院士5人、俄罗斯工程院外籍院士1人、国家“千人计划”创新人才9人、“长江学者”1人、“国家杰青”2人、全国教学名师1人、全国模范教师1人、全国优秀教师5人、“全国高校黄大年式教师团队”1个、国家级教学团队3个、国家及湖北省新世纪百千万人才入选者29人、湖北省“百人计划”16人、“楚天学者计划”入选者147人、湖北省教学名师7人、湖北名师工作室3个、宝钢教育基金优秀教师33人。“海洋工程用钢及应用性能学科创新引智基地”入选国家外国专家局“高等学校学科创新引智计划”（简称“111计划”）。

### 科研成果[3]
武汉科技大学科研实力雄厚，在钢铁冶金、材料、机械、化工、控制等领域具有较为突出的优势和特色。学校建有湖北省属高校第一个国家重点实验室——“省部共建耐火材料与冶金国家重点实验室”，建有湖北省属高校第一个国家工程研究中心——“高温材料与炉衬技术国家地方联合工程研究中心”；拥有2个教育部重点实验室、1个生态环境部重点实验室、1个教育部工程研究中心，8个省级重点实验室、3个省级人文社科重点研究基地、1个省级新型智库、1个省级工程研究中心、3个省级工程技术研究中心、3个省级科技国际合作基地、2个武汉市工程技术研究中心；拥有1个国家级协同创新中心（联合）、2个湖北省协同创新中心。近五年，学校主持和承担了国家“973”“863”、国家科技支撑计划项目、国家自然科学基金、国家社会科学基金、中央军委装备发展部等国家级项目350余项，获得省部级及以上科技（社科）成果奖100余项；2007年以来，获得18项国家科技成果奖（其中国家科技进步一等奖1项、二等奖12项、国家技术发明二等奖5项）。

### 院系设置[4]
- 材料与冶金学院

无机非金属材料工程系；金属材料工程系；冶金工程系；材料成型及控制工程系；能源与动力工程系；材料化学系
- 信息科学与工程学院、人工智能学院

自动化系；电子信息工程系；电气工程系；电工电子基础部
- 恒大管理学院

工商与物流管理系；营销与电子商务系；会计与财务管理系；信息管理系；人力资源管理系；工程管理系
- 城市建设学院

城乡规划系；建筑学系；土木工程系；给排水科学与工程系；建筑环境与能源应用工程系；实验中心
- 化学工程与技术学院

化学工程系；化工工艺系；生物工程系；化学系
- 机械自动化学院

机械工程系；机械工学系；机械电子系；工业工程系；测控技术与仪器系；机械实验中心
- 计算机科学与技术学院

计算机科学系；计算机技术系；软件工程系；网络工程系；信息安全系
- 理学院

数学与统计系；应用物理系；工程力学系
- 外国语学院

英语系；德语系；翻译系；大学英语一部；大学英语二部；研究生公共外语部；MTI教育中心；英语语言学习中心
- 文法与经济学院

行政管理系；社会保障系；法律系；社会工作系；国际经贸系；投资系；对外汉语系
- 艺术与设计学院：

工业设计系；绘画与公共艺术系；艺术设计系
- 医学院

基础医学院；公共卫生学院；药学系；护理学系；临床医学系
- 资源与环境工程学院

矿物加工工程系；资源工程系；安全科学与工程系；环境科学与工程系
- 国际学院

中外合作办学；来华留学
- 汽车与交通工程学院

汽车工程系；交通工程系；运输与物流工程系
- 马克思主义学院

马克思主义原理系；马克思主义中国化系；思想政治教育系；中国近现代史系；艺术教研部
- 生命科学与健康学院
- 体育学院（恒大足球学院）

### 学科专业
学校学科门类齐全、特色鲜明，构建了以工为主、理工结合，工、理、管、医、文、经、法、哲、艺等学科协调发展的综合性大学学科体系。设置有20个教学学院、71个本科专业；拥有6个博士后科研流动站、8个一级学科博士学位授权点和38个二级学科博士学位授权点、29个一级学科硕士学位授权点和152个二级学科硕士学位授权点、12个硕士专业学位类别。建有1个国家重点（培育）学科、10个省级重点学科，5个省级重点（培育）学科，2个省级优势特色学科群。在全国第四轮学科评估中，11个学科位居湖北省属高校第一；材料科学与工程、冶金与矿业工程、机械工程等3个学科被湖北省列为国内一流学科建设学科；材料科学、工程学学科进入ESI全球排名前1%。
- 国家重点(培育)学科（1个）：材料学
- 一级学科博士学位点（7个）：冶金工程、材料科学与工程、机械工程、化学工程与技术、控制科学与工程和矿业工程、安全科学与工程
- 博士学位点（43个）：冶金工程、材料科学与工程、机械工程、化学工程与技术、控制科学与工程和矿业工程、安全科学与工程等7个一级学科博士学位授权点和36个二级学科博士学位授权点
- 博士后科研流动站（6个）：冶金工程、机械工程、材料科学与工程、控制科学与工程、化学工程与技术、矿业工程
- 一级学科硕士学位点（20个）：机械工程、材料科学与工程、冶金工程、控制科学与工程、计算机科学与技术、化学工程与技  术、矿业工程、管理科学与工程、工商管理、土木工程、生物学、数学、外国语言文学、物理学、公共管理、公共卫生与预防医学。

### 国际交流
武汉科技大学坚持面向世界，开放办学。先后同境外30余所高校、科研院所建立了稳固的合作关系。学校与美国桥港大学（University of Bridgeport）合作举办电子信息工程专业本科教育项目，与澳大利亚迪肯大学（Deakin University）合作举办机械工程专业本科教育项目，与英国伯明翰城市大学（Birmingham City University）合作举办网络工程专业本科教育项目等。目前在临床医学、土木工程、国际经济与贸易、机械工程等本科专业以及在材料科学与工程、控制科学与工程、机械工程、化学工程与技术、安全科学与工程、矿业工程、系统科学与工程等一级学科博士、硕士学位点招收外国来华留学生。

### 科研机构

#### 国家级科研基地
省部共建国家重点实验室
- 省部共建耐火材料与冶金国家重点实验室

国家地方联合工程研究中心
- 高温材料与炉衬技术国家地方联合工程研究中心

#### 省部级科研基地
教育部重点实验室/工程研究中心
- 钢铁冶金与资源利用省部共建教育部重点实验室
- 冶金装备及其控制省部共建教育部重点实验室
- 冶金自动化与检测技术教育部工程研究中心

其他部委重点实验室
- 国家环境保护矿冶资源利用与污染控制重点实验室
- 富媒体数字出版内容组织与知识服务重点实验室（参与）

省级重点实验室
- 高温陶瓷与耐火材料湖北省重点实验室
- 钢铁冶金新工艺湖北省重点实验室
- 机械传动与制造工程湖北省重点实验室
- 煤转化与新型炭材料湖北省重点实验室
- 冶金矿产资源高效利用与造块湖北省重点实验室
- 冶金工业过程系统科学湖北省重点实验室
- 智能信息处理与实时工业系统湖北省重点实验室
- 职业危害识别与控制湖北省重点实验室

省级工程研究中心
- 高温材料与炉衬技术湖北省工程研究中心

省级工程技术研究中心
- 湖北省页岩钒资源高效清洁利用工程技术研究中心
- 湖北省高性能钢焊接材料工程技术研究中心
- 湖北省工业安全工程技术研究中心
- 湖北省冶金二次资源工程技术研究中心

省级国际科技合作基地
- 先进钢铁材料及其制造工艺国际科技合作基地
- 湖北省耐火材料与冶金国际科技合作基地
- 湖北省钒铁资源高效利用国际科技合作基地

省级新型智库
- 湖北省意识形态建设研究院

省级人文社科重点研究基地
- 湖北省中小企业研究中心
- 湖北产业政策与管理研究中心
- 湖北非营利组织研究中心

#### 市级科研基地
- 武汉市耐火材料与高温陶瓷工程技术研究中心
- 武汉市钢铁冶金工程技术研究中心

#### 校级重点科研基地
- 国际钢铁研究院
- 绿色制造工程研究院
- 大数据科学与工程研究院
- 先进材料与纳米技术研究院
- 机器人与智能系统研究院
- 深度信息融合研究院
- 服务科学与工程研究中心
- 新农村建设研究中心
- 意识形态安全研究中心
- 环境污染绿色控制与修复技术研究中心
- 精密制造研究院
- 超快自旋电子学研究中心
- 绿色与智能煤化工工程技术研究中心

### 产学研合作机构

#### 国家级协同创新中心
- 钢铁共性技术协同创新中心

#### 省级协同创新中心
- 高性能钢铁材料及其应用湖北省协同创新中心
- 钒资源高效利用湖北省协同创新中心
- 智能制造装备湖北省协同创新中心（参与）
- 汽车零部件技术湖北省协同创新中心（参与）
- 城乡社区社会管理湖北省协同创新中心（参与）
- 安全预警与应急联动技术（参与）

#### 校地共建研究基地
- 武汉科技大学与宜兴市人民政府共建陶瓷与耐火材料研究院
- 武汉科技大学淄博耐火材料工程研究院
- 武汉科技大学-老河口市科学技术研究院

#### 校企共建研究基地
- 武科大与宝武集团共建炭材料联合工程研究中心

### 其他机构

#### 直属附属医院
- 武汉科技大学附属天佑医院
- 武汉科技大学医院

#### 非直属附属医院
- 武汉市汉阳医院
- 武汉市普仁医院
- 华润武钢总医院
- 武汉市亚洲心脏病医院
- 孝感市中心医院
- 武汉市武昌医院
- 新疆心脑血管病医院

## 现任领导
党委书记：孔建益
校长、党委副书记：倪红卫
党委副书记、纪委书记：孙国胜
党委副书记：盛建龙
副校长：陈奎生
党委常委、副校长：沈季伟、吴怀宇、刘静、冯征

## 知名校友
百余年来，武汉科技大学为国家和社会培养了各类专门人才20余万人。一大批杰出校友成长为国内外院士、著名专家学者、高级党政领导、大型钢铁企业掌门人，学校被誉为“冶金高层次人才的摇篮”。广大校友积极支持母校建设发展，学校位列校友会2018中国大学校友捐赠排行榜第47位。

### 政界
- 李一清----原中南局第一书记，原武汉钢铁学院（武汉科技大学）第一任校长；
- 韩宁夫----原中央顾问委员会委员，湖北省省委书记, 原武汉钢铁学院（武汉科技大学第二任校长）；
- 范钦臣----原中央候补委员，原河南省政协主席，省委副书记（武汉钢铁学院本科化资毕业）；
- 刘玠----原中央候补委员，原鞍山钢铁集团董事长，总经理（武汉钢铁学院本科机械）
- 张昌平----中央纪委委员，福建省政协主席（武汉钢铁学院本科材冶）；
- 孙志刚----贵州省省长、省委书记（武汉钢铁学院本科材冶）；
- 郭琨----原甘肃省常务副省长（武汉钢铁学院本科化资）；
- 史济春----河南省委常委，统战部长（武汉钢铁学院本科材冶）；
- 王炯----中共河南省委副书记，重庆市政协主席（武汉钢铁学院本科材冶）；
- 陈德荣----浙江省委常委，副省长（武汉钢铁学院本科，研究生材冶）；
- 黄楚平----湖北省委常委，宜昌市委书记（武汉钢铁学院本科）；
- 张亚忠----河南省政协副主席（武汉钢铁学院本科材冶）；
- 吴灵臣----原中共濮阳市委书记。（武汉钢铁学院本科）；
- 李贵基----原河南省财政厅厅长、党组书记，曾担任洛阳市市长（武汉钢铁学院本科材冶）；
- 李兵---- 中共鄂州市委书记，原湖北省环境保护厅厅长（武汉钢铁学院本科材冶）；
- 朱军---- 广西壮族自治区工商局局长、党组书记，曾任中共防城港市委书记（武汉钢铁学院本科）；
- 袁绪清----国家计划委员会，司长；
- 黄郎辉----国家统计局、司长（武汉钢铁学院本科机械）；
- 王中丙----广东湛江市市长，原广东省发改委副主任（武汉钢铁学院本科，研究生）

### 科技教育界
- 刘玠---- 中国工程院院士（武汉钢铁学院本科机械） ；
- 苏义脑----中国工程院院士（武汉钢铁学院本科机械）；
- 宋少先----墨西哥科学院院士，墨西哥圣路易斯波多西自治大学（Universidad Autónoma de San Luis Potosí）终身教授。 （武汉钢铁学院研究生毕业）
- 卢寿慈----俄罗斯矿业科学院外籍院士，原武汉钢铁学院院长；
- 张高勇----美国数学学会会士，纽约大学终身教授，长江学者（武汉钢铁学院本科）；
- 毛新平----2009年中国工程院院士有效候选人，光华工程科技奖获得者（武汉钢铁学院本科，研究生）；
- 刘本仁----2003年中国工程院院士进入第二轮审批，有效候选人（武汉钢铁学院本科）；
- 李楠---- 2001，2005，2013年中国工程院院士有效候选人，武科大教授；
- 徐庭栋----2005年中国科学院院士有效候选人，钢铁研究总院；
- 谢先启----2013年中国工程院院士有效候选人，武汉市市政建设集团武汉爆破公司董事长（武科大研究生）；
- 张一敏----2013年中国工程院院士有效候选人，武汉科技大学学术委员会主任（武汉钢铁学院本科）；
- 胡社军----华南师范大学党委书记（武汉钢铁学院本科）；
- 李晓刚----北京科技大学教授，新材料研究院副院长，国家科技奖获得者（武汉钢铁学院本科）；

### 商界及企业家
- 许家印----广州恒大集团董事局主席，2017年中国首富。2018年10月，许家印回母校武汉科技大学参加120周年校庆之际给母校捐资1亿元人民币，这是武汉科技大学历史上金额最大的单笔校友捐款，也是湖北省属高校金额最大的单笔校友捐款。[5]
- 李海仓----全国工商联合会副主席, 海鑫集团董事长，个人资产全国第27位（2004年）；
- 李刚进----北京首安工业消防股份有限公司首安公司董事长兼总经理；
- 刘水洋----首钢股份有限责任公司总经理；
- 贾宝军----中国中钢集团公司总经理、党委副书记
- 邓崎琳----武汉钢铁（集团）公司总经理，2015年8月29日落马  ；
- 董书通----中国镍资源控股有限公司总裁；
- 牛和龙----安徽省合肥钢铁公司副董事长；
- 王义芳----河北钢铁集团公司董事长 总经理；
- 王子亮----河南安阳钢铁公司总经理；
- 王根成----长沙中冶长天国际工程有限公司董事、副总经理；
- 刘安义----宝钢冶金建设公司党委副书记；
- 吴旭春----南京钢铁集团有限公司中型厂厂长；
- 樊政炜----攀枝花钢铁集团董事长、党委书记；
- 陈晓----武汉钢铁集团公司研究院副总工程师；
- 谢先启----武汉市市政建设集团武汉爆破公司董事长、总经理，2017年当选中国工程院院士。
- 张爱兵----湘潭钢铁公司副总经理；
- 曹志强----湘潭钢铁公司副总经理；
- 张渝麟----武汉安全环保研究院党委书记；
- 李永成----北京焦化厂厂长；
- 李永健----湖北省教育厅办公室副主任；
- 李玉田----济源钢铁公司董事长、总经理；
- 李兆会----山西海鑫钢铁（集团）股份有限公司董事长；
- 李向东----深圳深业（集团）有限公司副董事长、党委书记；
- 李宽生----中国第一冶金建设公司党委书记；
- 邹援朝----河南省三门峡市人大副主任；
- 陈和铁----鄂城钢铁厂总经理助理；
- 赵平----新疆八一钢铁（集团）有限责任公司总经济师；
- 夏琨----武汉市东西湖区人民法院院长；
- 黄青峰----涟源钢铁公司副总经理；
- 程红兵----武汉船舶职业技术学院党委书记；
- 潘必义----中国第十八冶金建设公司副总经理；
- 潘立慧----武汉钢铁集团公司焦化公司总经理；
- 戴登元----南京钢铁集团有限公司副总经理；
- 赵黎明----利盟中国公司总裁；
- 吴峰----武汉天成冶金炉料有限责任公司董事长；
- 夏琳----腾讯互动娱乐部门总经理 武科大计算机学院02年毕业生；
- 解砾----新纯派生活科技公司CEO；
- 张在东----锋尚国际董事长；
- 张孝友----深圳劲创生物技术有限公司总经理，总工程师；
- 于文博----中国泰康人寿保险公司总经理、北京市保险学会秘书长、高级会计师；
- 李健----中航工业飞机公司副总经理，曾任广州汽车工业集团有限公司，副总经理，博士后；
- 张若生----广钢集团总经理；
- 余子权----韶钢集团董事长，总经理；
- 高哲发----福建三钢闽光股份有限公司焦化厂厂长；
- 曾大凡----瑞泰科技股份有限公司董事长，中国建筑材料科学研究总院副院长，中国建材联合会耐火材料分会、中国硅酸盐学会耐火材料分会理事长。

### 文化体育界
- 苗立杰----前国家女子篮球队队长；
- 任蕾----国家女子篮球队；
- 宋力维----国家女子篮球队；
- 陈莹琦----国家女子篮球队；
- 姜微----国家女子篮球队；
- 池莉----当代著名女作家，1979年毕业于武汉科技大学医学院（原冶金医专）